# Macvin du Jura
Le macvin du Jura est un vin de liqueur, produit de l'assemblage de moût et d'eau-de-vie de marc du Jura. C'est une des trois appellations contrôlées  « produit » du vignoble du Jura, avec l'AOC crémant du Jura et l'AOC marc du Jura (cette dernière étant une eau-de-vie).
Le macvin du Jura n’est donc pas un « vin » à proprement parler, même si le mutage (ajout de l'eau-de-vie au moût) peut prendre place alors que la fermentation alcoolique a débuté (dans une certaine limite). Il bénéficie d'une appellation d'origine contrôlée depuis le décret du 14 novembre 1991.
Il représente 3 % de la production AOC du Jura, la troisième AOC de vins mistelles (vin de liqueur) de France après le pineau des Charentes et le floc de Gascogne, et l'avant-dernière appellation obtenue par le Jura.
Le « vin » obtenu est blanc, rosé ou rouge suivant les cépages utilisés et présents dans le vignoble jurassien : chardonnay, savagnin, poulsard, trousseau ou pinot noir. Le blanc représente dans les années récentes plus de 85 % de la production, pour approximativement 10 % en rouge et moins de 5 % en rosé.
Le macvin du Jura est au Jura, ce que le ratafia de Champagne est à la Champagne, le pineau aux Charentes, le pommeau à la Normandie, le floc à la Gascogne et la cartagène (ou carthagène) au Languedoc.

## Historique
Le macvin est évoqué dans les textes dès le XIVe siècle.
L'accession à l'appellation est reconnue par le décret du 14 novembre 1991. Le cahier des charges a été dernièrement modifié en octobre 2009 et en septembre 2011.

### Étymologie
Le macvin est connu depuis le XIVe siècle également sous le nom de « maquevin » ou « marc-vin ». Maquevin pourrait se rapporter à l'ancien français « maquer » qui signifie écraser, tandis que marc-vin pourrait renvoyer à l'association de marc et de moût.

## Vignoble
Le macvin peut être produit dans toutes les communes répertoriées dans le vignoble du Jura. L'eau-de-vie et le moût doivent provenir de la même exploitation. L'élaboration ne peut donc être le fait d'un négociant en vin. Si négoce il y a, il se fait sur le produit fini.
Selon les Douanes, la superficie revendiquée en 2023 sous l'appellation macvin du Jura est de 63,45 hectares, dont 53,52 ha pour du blanc, 8,57 ha pour du rouge et 1,36 ha pour du rosé.

### Aire d'appellation
Abergement-le-Grand, Abergement-le-Petit, Aiglepierre, Arbois, Arlay, Les Arsures, L'Aubépin, Augea, Aumont, Balanod, Baume-les-Messieurs, Beaufort, Bersaillin, Blois-sur-Seille, Brainans, Bréry, Buvilly, Cesancey, Champagne-sur-Loue, La Chapelle-sur-Furieuse, Château-Chalon, Chazelles, Chevreaux, Chille, Chilly-le-Vignoble, Conliège, Courbouzon, Cousance, Cramans, Cuisia, Darbonnay, Digna, Domblans, L'Étoile, Frébuans, Frontenay, Gevingey, Gizia, Grange-de-Vaivre, Grozon, Grusse, Ladoye-sur-Seille, Lavigny, Lons-le-Saunier, Le Louverot, Macornay, Mantry, Marnoz, Mathenay, Maynal, Menétru-le-Vignoble, Mesnay, Messia-sur-Sorne, Miéry, Moiron, Molamboz, Monay, Montagna-le-Reconduit, Montaigu, Montain, Montholier, Montigny-lès-Arsures, Montmorot, Mouchard, Nanc-lès-Saint-Amour, Nevy-sur-Seille, Orbagna, Pagnoz, Pannessières, Passenans, Perrigny, Le Pin, Plainoiseau, Les Planches-près-Arbois, Poligny, Port-Lesney, Pretin, Pupillin, Quintigny, Revigny, Rotalier, Ruffey-sur-Seille, Sainte-Agnès, Saint-Amour, Saint-Cyr-Montmalin, Saint-Didier, Saint-Germain-lès-Arlay, Saint-Jean-d'Étreux, Saint-Lamain, Saint-Laurent-la-Roche, Saint-Lothain, Salins-les-Bains, Sellières, Toulouse-le-Château, Tourmont, Trenal, Vadans, Vaux-sur-Poligny, Vercia, Vernantois, Le Vernois, Villeneuve-sous-Pymont, Villette-lès-Arbois, Vincelles et Voiteur.

### Encépagement
Les raisins sont issus des cinq cépages jurassiens. Le chardonnay B et le savagnin B servent à élaborer le macvin blanc. Les pinot noir N, poulsard N et trousseau N sont utilisés pour les assemblages de macvin rouge et rosé. Il n'y a pas de contrainte relative à l'assemblage de ces cépages.

### Conduite du vignoble

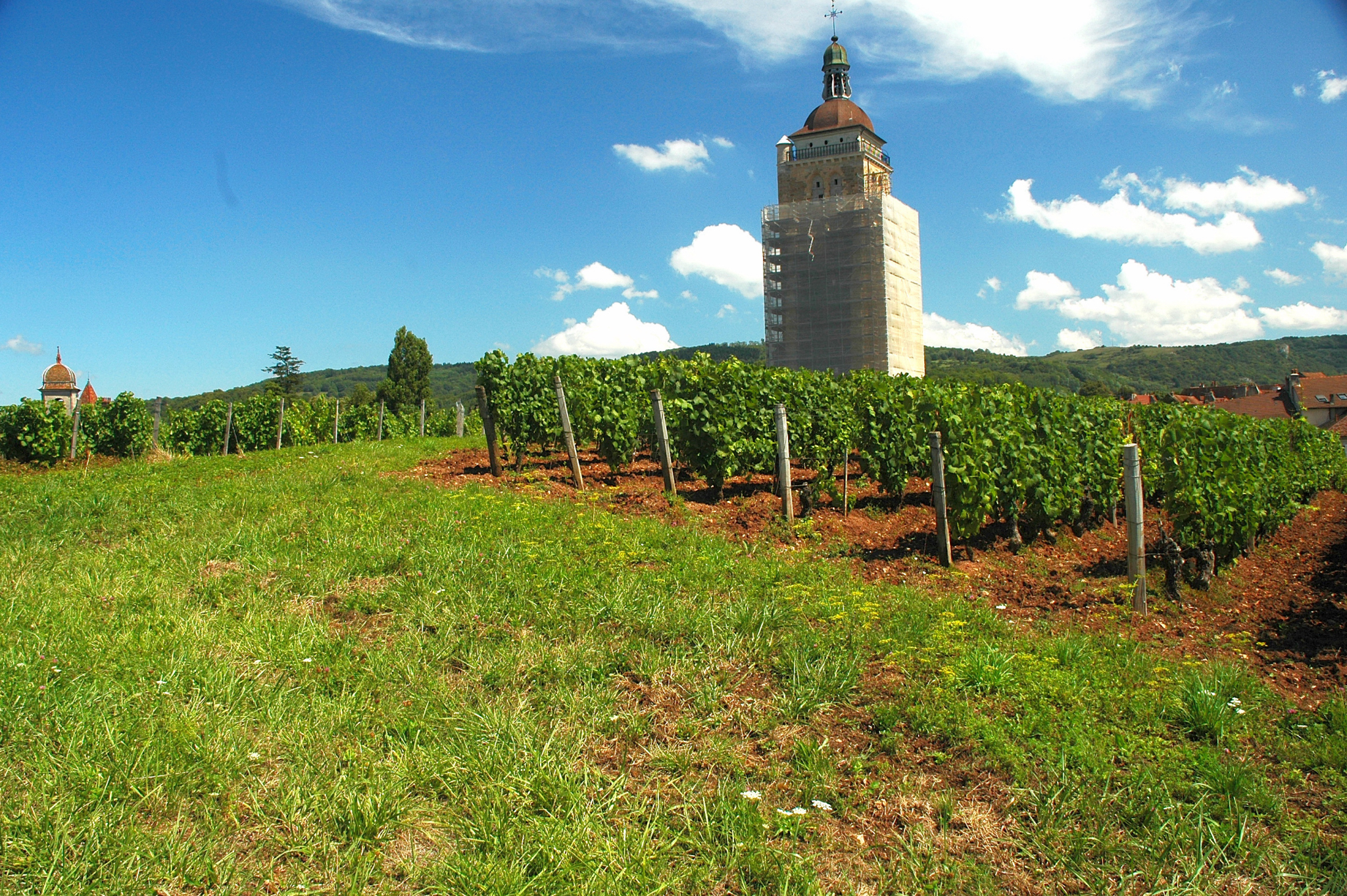
Vignes jurassiennes à Arbois.

La densité de plantation est de 5 000 ceps par hectare au minimum. Cette densité devient caduque dans le cas de vignes plantées en terrasses. Cependant, dans tous les cas, chaque pied de vigne ne peut disposer de plus de deux mètres carrés. L'écartement entre rangs ne peut excéder deux mètres.
La hauteur du feuillage doit être d'au moins 0,6 fois l'écartement entre rangs. Les vignes doivent obligatoirement être entretenues vis-à-vis des maladies cryptogamiques et de la maîtrise de l'enherbement. Le taux de ceps morts ou manquants doit être inférieur à 20 %.

### Récolte et élaboration du produit
Le raisin doit présenter une richesse en sucre d'au moins 170 grammes par litre de moût. Le rendement à la parcelle en raisin ne doit pas excéder 11 000 kilogrammes, pour un rendement en jus de 60 hectolitres pour le moût blanc et 55 hectolitres pour les rouge et rosé. 
Le macvin est une mistelle (un vin de liqueur), un produit issu du mutage du moût par de l'alcool. Le mutage tue les levures présentes dans le moût et empêche toute fermentation du sucre. Le produit obtenu est stable, sans risque de dégradation du sucre. 
Le moût peut avoir subi un départ en fermentation, mais le mutage doit se faire alors qu'il reste encore au moins 153 grammes de sucre par litre (ce qui n'est pas le cas pour les autres mustelles, qui ne sont pas fermentées). Il ne doit pas avoir été filtré. En revanche, un débourbage peut l'avoir débarrassé des particules les plus grosses.
L'alcool est de l'eau-de-vie de marc de Franche-Comté, une eau-de-vie d'appellation d'origine réglementée. Cette eau-de-vie doit titrer au moins 52 % de volume et avoir été élevée au moins quatorze mois en barrique de chêne.
Le moût et l'alcool doivent provenir de la même propriété. La quantité d'eau-de-vie ajoutée doit être calculée afin que le produit final titre entre 16 et 22 % de volume. Le produit est bien mélangé avant d'être laissé au repos en barrique pendant au moins un an avant la commercialisation.

## Vins
La production déclarée en 2023 a été d'un total de 3 055 hectolitres (un hectolitre = 100 litres = 133 bouteilles de 75 cl) de vin apte à la fabrication du macvin, dont 2 538 hl de blanc, 450 hl de rouge et 67 hl de rosé.

### Rendements
Le rendement est limité à un maximum de 56 hectolitres par hectare ; le rendement butoir est de 61 hectolitres par hectare. Le rendement moyen pour l'ensemble de l'appellation lors des vendanges 2010 était de 36,6 hectolitres par hectare.
Les années 2021 et 2024 ont produit des rendements très faibles en raison des conditions météorologiques.  L'année 2021 fut largement impactée,. En 2024, la presse locale et les sites spécialisés évoquaient une perte de 60% à 70%, bien supérieure à la perte moyenne de cette année au niveau national,,. 
Les données des années récentes, telles que publiées par la Douane, sont les suivantes :
- pour le blanc (sous la rubrique  « vin apte Macvin du Jura blanc »)

| Année | Superficie (ha) | Production (hl) | Rendement (hl/ha) |
| ----- | --------------- | --------------- | ----------------- |
| 2020  | 79              | 3 541           | 45                |
| 2021  | 103             | 1 613           | 16                |
| 2022  | 73              | 3 392           | 46                |
| 2023  | 54              | 2 538           | 47                |
| 2024  | 148             | 2 425           | 16                |

- pour le rouge :

| Année | Superficie (ha) | Production (hl) | Rendement (hl/ha) |
| ----- | --------------- | --------------- | ----------------- |
| 2020  | 14              | 574             | 41                |
| 2021  | 3,3             | 47              | 14                |
| 2022  | 13              | 582             | 46                |
| 2023  | 9               | 450             | 52                |
| 2024  | 15              | 160             | 11                |

- et pour le rosé :

| Année | Superficie (ha) | Production (hl) | Rendement (hl/ha) |
| ----- | --------------- | --------------- | ----------------- |
| 2020  | 1,5             | 75              | 50                |
| 2021  | 8,7             | 320             | 37                |
| 2022  | 2,2             | 103             | 48                |
| 2023  | 1,4             | 68              | 50                |
| 2024  | 3,5             | 52              | 15                |

### Gastronomie
Il se boit frais (6 à 11 °C), afin de dévoiler au mieux l'alchimie de l'alcool et des arômes. Il peut se conserver de nombreuses années. 
Il accompagne le melon, le jambon fumé du Haut-Doubs, les cubes de comté, les gougères au comté, les cakes au fromage. Au dessert, il accompagne des entremets à base de fruits frais, mais aussi sur les douceurs parfum chocolat, caramel, ou noix. Réduit en caramel, il accompagne le foie gras, mariné avec des raisins pour un cake ou avec du chocolat,.

## Économie
Quelques producteurs de macvin du Jura, :
- Domaine Baud Génération 9 ;
- Domaine Foret ;
- Jean-François Ganevat ;
- Domaine Labet ;
- Marie-Anne et Frédéric Lambert ;
- Domaine Macle ;
- Domaine des Marches Blanches ;
- Domaine Mouillard ;
- Xavier Reverchon ;
- Bénédicte et Stéphane Tissot ;